# Halicirna
Halicirna (en llatí Halicyrna, en grec antic Ἁλίκυρνα) era una ciutat d'Etòlia descrita per Estrabó, que la situa a 30 estadis per sota de Calidó en direcció al mar. Plini el Vell la situa a la vora de Pleuró.